# Maps (песня)
«Maps» (с англ. — «Карты») — песня американской инди-группы Yeah Yeah Yeahs с дебютного альбома Fever to Tell (2003), выпущенная в качестве сингла 10 января 2004 года. Сингл выпущен в формате CD (номер каталога 000207322) и 12" (номер 000207411). Песня посвящена взаимоотношениям Карен О и солиста группы Liars Аарона Эндрю.

## История
Музыкальное видео получило 4 номинации на MTV Video Music Awards: Best Art Direction, Best Editing, Best Cinematography и MTV2 Award.

## Кавер-версии
- The White Stripes (2004)[4]
- Arcade Fire[5]
- Ted Leo как часть медли вместе с Kelly Clarkson и её «Since U Been Gone»[6]
- Macy Gray на её альбоме Covered.
- The Bad Plus на их альбоме It’s Hard.
- Camp Cope[7]
- Anderson Paak[8][9]
- Keaton Henson[10]

## Признание
- В 2009 году была избран лучшей альтернативной песней о любви всех времён журнала NME[11]
- Назван 6-м номеров в списке 500 лучших песен 2000-х годов Pitchfork Media[12]
- Rolling Stone назвал «Maps» седьмой лучшей песней 2000-х годов[13]
- 7 апреля 2011 года журнал Rolling Stone включил «Maps» в свой список 500 Greatest Songs of All Time (№ 386)[14]
- В октябре 2011 года журнал NME включил песню в свой список «150 Best Tracks of the Past 15 Years» (№ 55)[15]
- NME назвал «Maps» лучшей песней (№ 1) в списке «Indie Weddings Songs: 20 Tracks Perfect For Your First Dance»[16].

## Список композиций
1. «Maps» — 3:34
2. «Countdown» — 3:39
3. «Miles Away» — 2:30

## Чарты
| Год  | Чарт                   | Высшая позиция |
| ---- | ---------------------- | -------------- |
| 2003 | UK Singles Chart       | 26             |
| 2004 | Hot Modern Rock Tracks | 9              |
| 2004 | Billboard Hot 100      | 87             |